# Галерея Зевса Визволителя
Галерея Зевса Визволителя  ( англ. Stoa of Zeus) — відкрита у один бік галерея (стоя) на честь Зевса Визволителя неподалік Агори у місті  Афіни.

## Історія
.

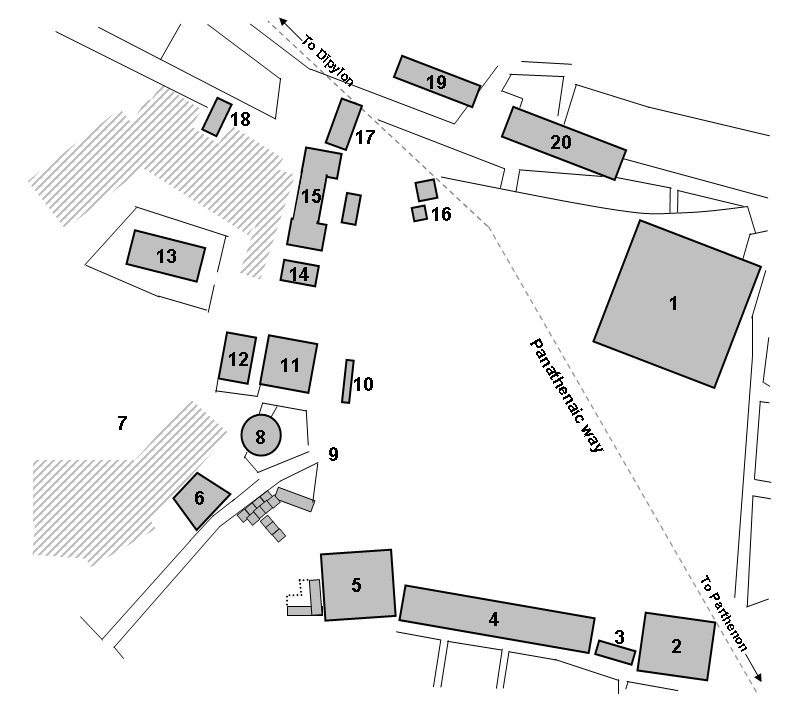
Колишня Афінська агора, план. П-подібна споруда № 15 Галерея Зевса Визволителя

Споруда, П-подібна за планом, була вибудована у місті Афіни на пагорбі Агора у її північно-західному боці. Споруду датують 430 - 410 роками до н.е. Вона була присвячена Зевсу Визволителю після перемоги у Греко-перській війні.

## Опис споруди
Дещо строщений план галереї ( стої, витягнутого портика ) був ускладнений використанням бічних ризалітів, колон двох типів (дорійського та іонійського)  і різними сортами будівельного каменя (вапняки різних типів, сірого за кольором мармура та пентелійського мармура). Дах був черепичний і прикрашений акротеріями на кутах фронтонів. Автором проекта вважають архітектора Мнесікла.
Галерея мала у  довжину сорок п'ять (45) метрів і одинадцять метрів ширини. Крита галерея (стоя) не мала вікон, освітлення йшло через відкриту колонаду. Останню створювали дев'ять внутрішніх колон і колони зовнішні, тонкіші і елегантні. На весь головний фасад простяглися сходи. Трикутні фронтони прикрашали акротерії у вигляді богині перемоги Ніки. Уламок одної кам'яної Ніки був знайдений археологами у західній частині земельної ділянки і переданий до Археологічного музею Агори у Афінах. Споруда була храмовою, а перед фасадом знайдені бази для чотирьох скульптур. Збережені на мармурі написи дозволили роспізнати, кого саме увічнили тут. Галерея Зевса згодом стане взірцем для створення архітектурних копій у різних містах. 
Галерея Зевса Визволителя була популярним місцем у Афінах. Тут спілкувався із прихильниками і пропагував власне вчення давньогрецький філософ Сократ. Про державницьку функцію споруди нагадували картини роботи Ефранора ( «Баталія пр Мантінеї», «Зустріч дванадцяти богів» тощо. ) Споруда була також героїко-меморіальною, бо саме тут вивісили щити загиблих вояків за часів оборони столиці Аттики (кожен щит мав зображення тотемного звіра).
Після захоплення Афін вояками Стародавнього Рима галерея була пограбована. В добу римських імператорів протилежну стіну від входу обладнали дверним отворм, а до споруди прибудували чотирикутне двокімнатне приміщення. Споруда-прибудова була висвячена на честь римських імператорів, котрі також носити офіційний титул Визволитель.

## Галерея

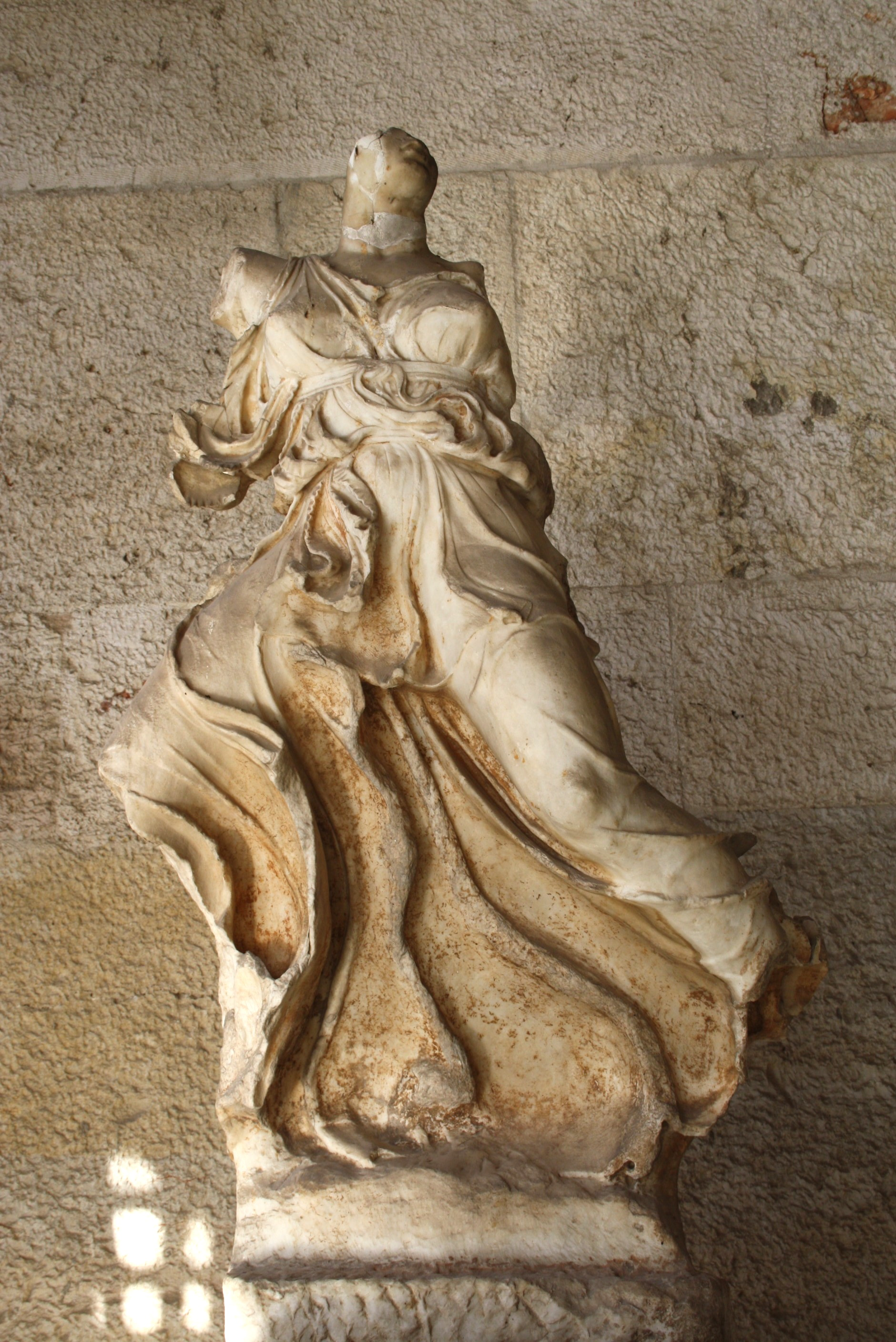
Акротерій у вигляді богині перемоги
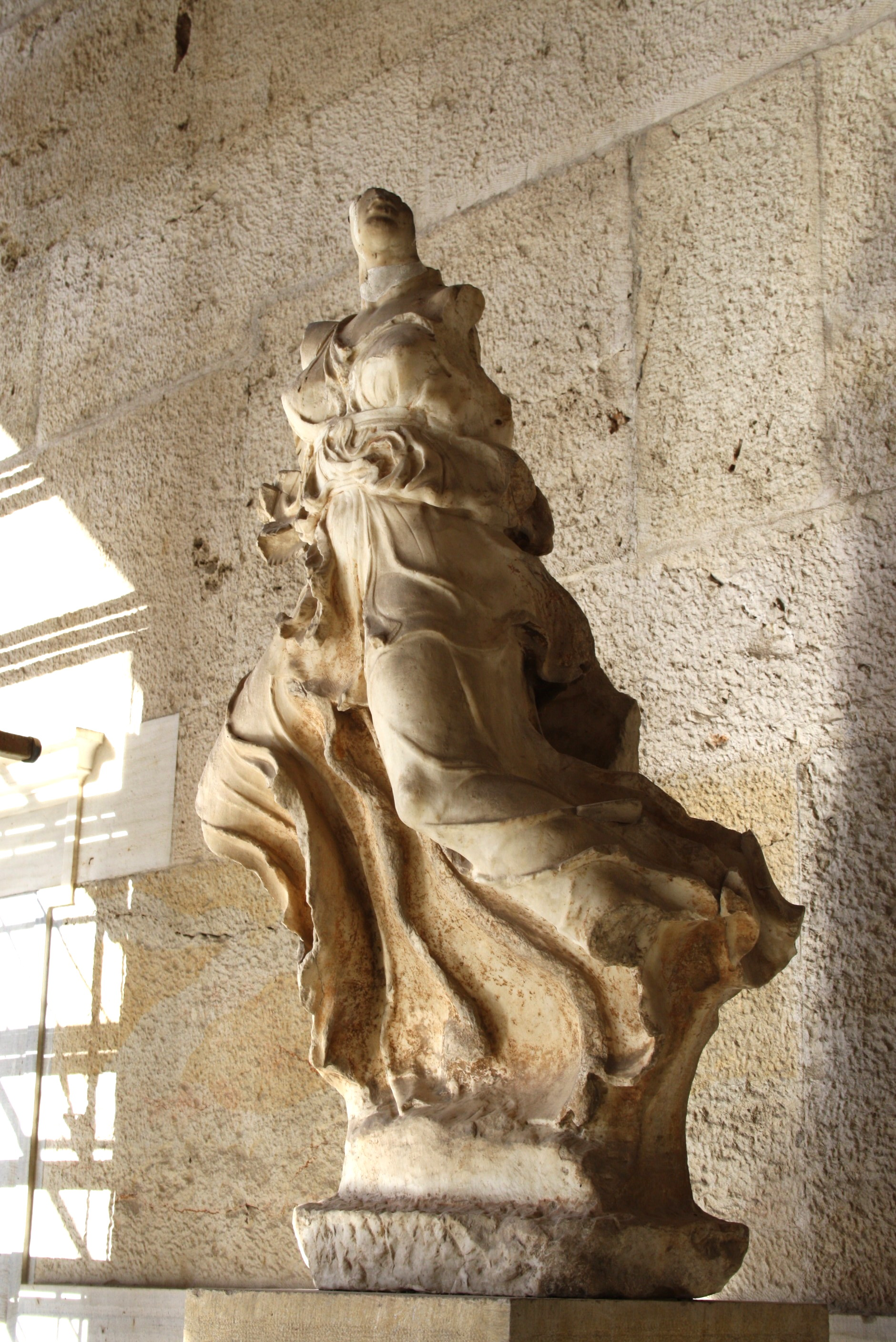
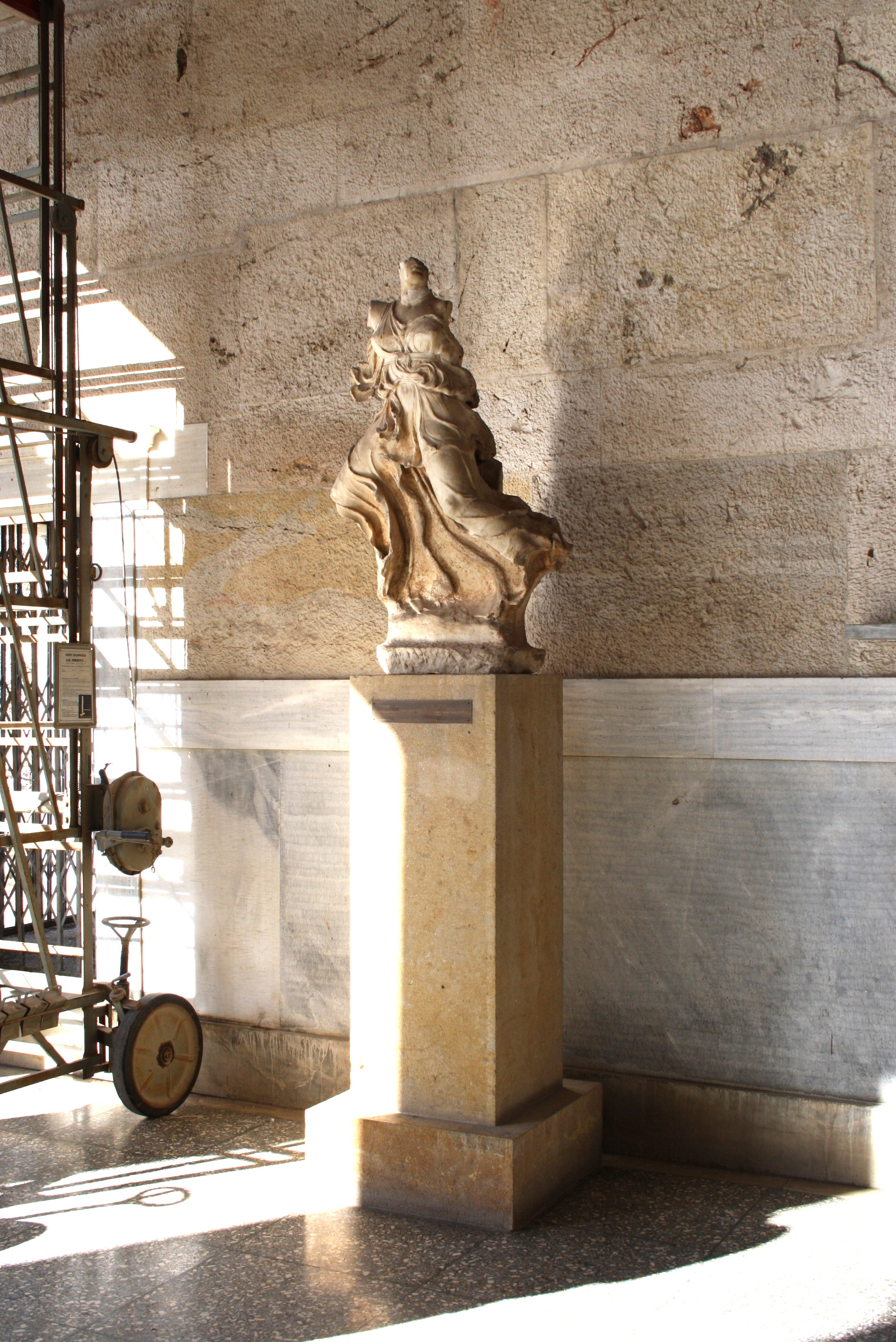
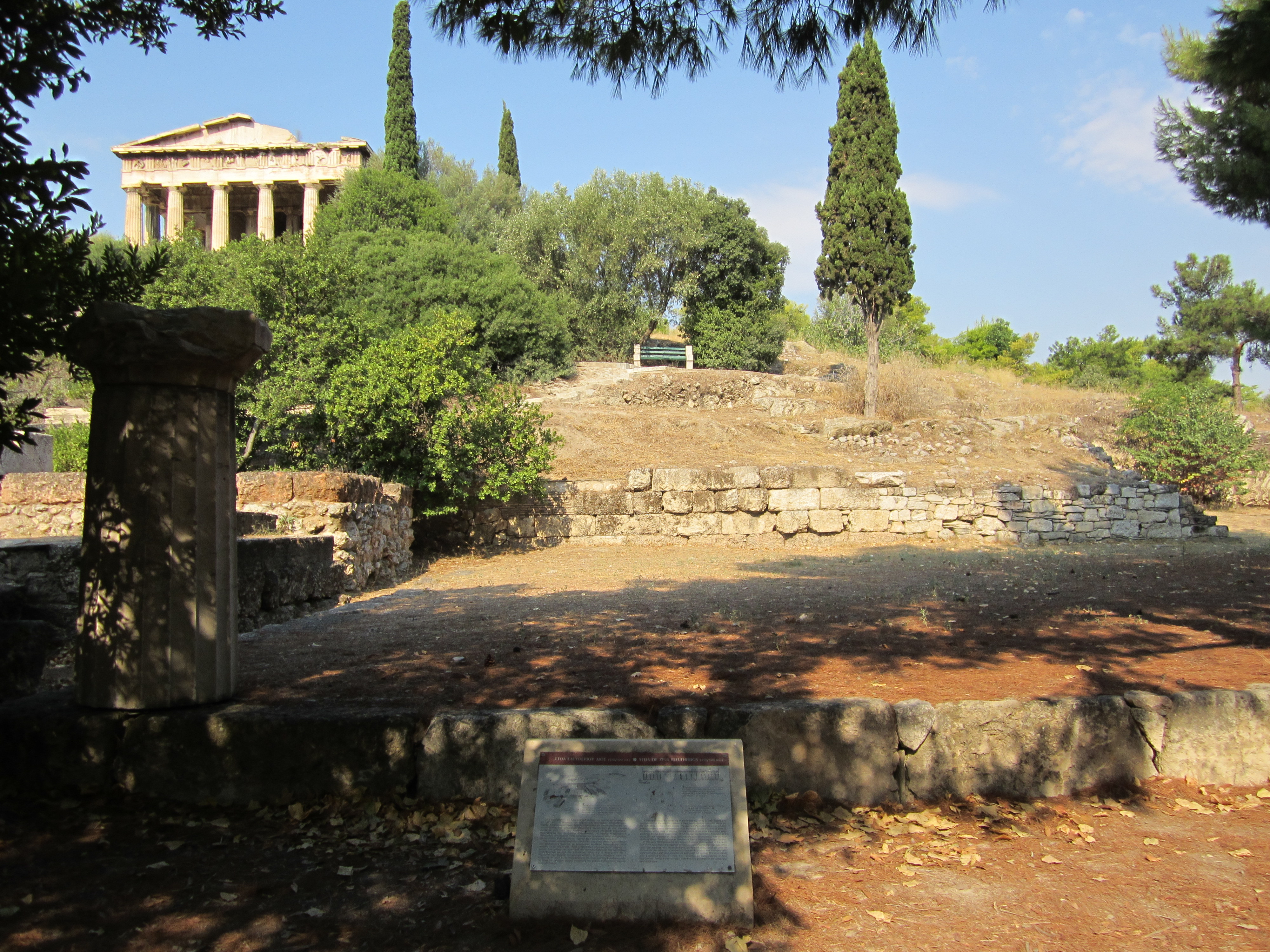
Пагорб колишньої Агори

Галерея Зевса Визволителя, половина симетричного плану споруди
Помальовка-реконструкція головного фасаду колишньої Галереї Зевса визволителя